# Ed O'Ross
Ed O'Ross, nato Edward Orss (Pittsburgh, 4 luglio 1946), è un attore statunitense.

## Biografia
Di origini cecoslovacche, O'Ross è nato a Pittsburgh in Pennsylvania.
Prima di diventare attore O'Ross ebbe una breve carriera come pugile e come giocatore di baseball nella Minor League Baseball; risiede a New York City e Los Angeles.

## Filmografia parziale

### Cinema
- Dear Mr. Wonderful, regia di Peter Lilienthal (1982)
- Il Papa del Greenwich Village (The Pope of Greenwich Village), regia di Stuart Rosenberg (1984)
- Cotton Club (The Cotton Club), regia di Francis Ford Coppola (1984)
- Arma letale (Lethal Weapon), regia di Richard Donner (1987)
- Full Metal Jacket, regia di Stanley Kubrick (1987)
- L'alieno (The Hidden), regia di Jack Sholder (1987)
- Action Jackson, regia di Craig R. Baxley (1988)
- Danko (Red Heat), regia di Walter Hill (1988)
- Ancora 48 ore (Another 48 Hrs.), regia di Walter Hill (1990)
- Dick Tracy, regia di Warren Beatty (1990)
- I nuovi eroi (Universal Soldier), regia di Roland Emmerich (1992)
- Hoodlum, regia di Bill Duke (1997)
- Terminal Countdown (Y2K), regia di Richard Pepin (1999)

### Televisione
- Moonlighting – serie TV, 2 episodi (1985-1989)
- Brillantina (The Outsiders) – serie TV, un episodio (1990)
- La signora in giallo (Murder, She Wrote) – serie TV, episodio 9x21 (1993)
- Walker Texas Ranger – serie TV, un episodio (1995)
- Seinfeld – serie TV, 2 episodi (1995-1998)
- Six Feet Under – serie TV, 18 episodi (2001-2005)
- Boston Legal – serie TV, un episodio (2004)
- Curb Your Enthusiasm – serie TV, 1 episodio (2005)
- CSI: NY – serie TV, un episodio (2005)
- NCIS - Unità anticrimine (NCIS) – serie TV, episodio 8x22 (2011)

## Doppiatori italiani
Nelle versioni in italiano delle opere in cui ha recitato, Ed O'Ross è stato doppiato da:
- Saverio Moriones in Walker Texas Ranger, La signora in giallo
- Dario De Grassi in Six Feet Under, Star Trek: Enterprise
- Sergio Di Stefano in Top Secret
- Eugenio Marinelli in Arma letale
- Giorgio Locuratolo in Full Metal Jacket
- Gianni Bertoncin ne L'alieno
- Roberto Chevalier in Action Jackson
- Piero Tiberi in Ancora 48 ore
- Marco Mete in Dick Tracy
- Luciano De Ambrosis ne I nuovi eroi
- Vittorio Amandola in Hoodlum
- Renato Mori in Boston Legal
- Bruno Alessandro in CSI: NY
- Wladimiro Grana in The Closer
- Paolo Marchese ne I nuovi eroi (ridoppiaggio)

Da doppiatore è sostituito da:
- Sandro Acerbo in Curioso come George 2 - Missione Kayla